# Машине страшне приче
Машине страшне приче (рус. Машкины страшилки, енгл. Masha's Spooky Stories) је руска цртана серија, спин-оф популарне цртане серије Маша и Медвед.
У свакој седмоминутној епизоди, Маша прича „страшну“ причу, која је више смешна него страшна међутим увек има поуку. Цртани је мешавина 3Д технике и аниме.

## Емитовање у Србији
У Србији, Црној Гори, Босни и Херцеговини и Северној Македонији серија је са премијерним емитовањем кренула 2016. године на ТВ Мини, синхронизована на српски језик. Синхронизацију је радио студио Блу хаус по наруџби компаније Декси Ко. Касније, серија је кренула са емитовањем на РТС 2. Нема DVD издања.